# 肌钙蛋白

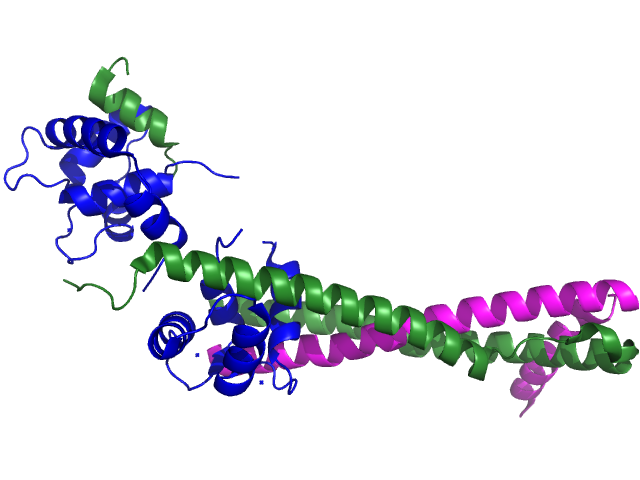
人的肌钙蛋白复合物（52千道尔顿核心）在钙饱和下的形式：
蓝色=肌钙蛋白C；绿色=肌钙蛋白I；洋红=肌钙蛋白T

肌钙蛋白或肌钙蛋白复合物（troponin complex）是由三种亚基（肌钙蛋白C、肌钙蛋白I和肌钙蛋白T）组成的复合物，在横纹肌中起调节作用的蛋白质。是骨骼肌和心肌（不包括平滑肌）肌肉收缩不可或缺的组分。
肌钙蛋白复合体通过响应钙离子浓度的变化，而调节肌动蛋白与肌球蛋白的结合以及骨骼肌的收缩。